# Awraham Zilberberg
Awraham Zilberberg (hebr.: אברהם זילברברג, ang.: Avraham Zilberberg, ur. 15 grudnia 1915 w Polsce, zm. 19 czerwca 1980) – izraelski polityk, w latach 1969–1977 poseł do Knesetu z listy Koalicji Pracy

## Życiorys
Urodził się 15 grudnia 1915 w Polsce. W czasie II wojny światowej trafił na Syberię. W 1948 wyemigrował do Izraela.
Był jednym z założycieli moszawu Bet Elazari. Działał w Ruchu Moszawów, zostając jednym z jego przywódców – przez pewien czas był zastępcą sekretarza generalnego organizacji oraz przewodniczącym sekcji moszawów Partii Pracy. W wyborach w 1969 po raz pierwszy został wybrany posłem. W siódmym Knesecie zasiadał w komisjach spraw gospodarczych; spraw wewnętrznych oraz budownictwa. W kolejnych wyborach uzyskał reelekcję. W Knesecie ósmej kadencji zasiadał w komisjach budownictwa; kontroli państwa oraz spraw gospodarczych. W wyborach w 1977 utracił miejsce w parlamencie.
Zmarł 19 czerwca 1980.